# Col de Soudet
Der Col de Soudet (auch: Col du Soudet) ist ein 1540 Meter hoher Bergpass in den Zentral-Pyrenäen im französischen Département Pyrénées-Atlantiques. Er bildet den Übergang zwischen der ehemaligen baskischen Provinz Soule im Westen und dem Barétous im Norden bzw. der Vallée d’Aspe im Osten. Von der Passhöhe aus führt die von Norden kommende D 132 weiter über den 1760 Meter hohen Col de la Pierre Saint-Martin nach Roncal in Spanien.

## Streckenführung
Auf den Col de Soudet führen fünf verschiedene Strecken:
- von Westen die D 113 über Sainte-Engrâce und den Col de Suscousse (1216 Meter), 21,5 km
- von Lanne-en-Barétous im Norden die D 632 über Issarbe (1425 Meter) und den Col de Suscousse, dann weiter auf der D 113, 26 km
- von Arette im Norden die D 132 über den Col de Labays (1351 Meter), 22 km
- von Issor im Nordosten über die D 241, D 341 und D 441 bis zum Col de Labays, dann weiter auf der D 132, 24 km
- von Osse-en-Aspe im Osten die D 441 über den Col de Bouézou (1009 Meter) bis zum Col de Labays, dann ebenfalls weiter auf der D 132, 24 km

## Radsport
Der Col de Soudet wurde mit der Tour de France und der Vuelta a España bereits von zwei Grand Tours überquert.

### Tour de France
Der Col de Soudet stand erstmals in den 1980er Jahren auf dem Programm der Tour de France. Bei der Erstbefahrung im Jahr 1987, wurde die Westauffahrt über die D113 genutzt, die über 21,5 Kilometer führte und als Anstieg der Hors Catégorie kategorisiert wurde. Die zweite Auffahrt erfolgte im Jahr 1991, diesmal jedoch als Bergwertung der 1. Kategorie. Im Jahr 1995 erfolgte die erste Auffahrt von der Nordseite über die D132. Ursprünglich hätte erneut eine Bergwertung der 1. Kategorie auf der Passhöhe abgenommen werden sollen, doch aufgrund des tödlichen Sturzes des Italieners Fabio Casartelli am Vortag, wurde die Etappe neutralisiert abgehalten. Nach den Jahren 1996 und 2003 stand bei der Tour de France 2006 erneut die Westauffahrt auf dem Programm, die wieder als Anstieg der HC-Kategorie kategorisiert wurde. Bei der bisher letzten Überfahrt im Jahr 2020 wurde der Col de Soudet unmittelbar nach dem Col de la Hourcère (1440 m) überquert und diente nur als kurze Gegensteigung, die als Bergwertung der 3. Kategorie klassifiziert wurde.
Zuletzt wurde der Pass im Jahr 2023 auf der 5. Etappe über die Westauffahrt befahren, die erneut als Bergwertung der höchsten Kategorie klassifiziert war. Der Österreicher Felix Gall überquerte die Passhöhe als Erster.
| Jahr | Etappe     | Bergwertung  | Erster am Gipfel                          | Auffahrt                           |
| ---- | ---------- | ------------ | ----------------------------------------- | ---------------------------------- |
| 1987 | 13. Etappe | HC-Kategorie | Robert Forest                             | West (D113)                        |
| 1991 | 12. Etappe | 1. Kategorie | Pascal Richard                            | West (D113)                        |
| 1995 | 16. Etappe | 1. Kategorie | Etappe nicht gewertet                     | Nord (D132)                        |
| 1996 | 17. Etappe | 1. Kategorie | Neil Stephens                             | Nord (D132)                        |
| 2003 | 16. Etappe | 1. Kategorie | Kurt van de Wouwer                        | Nord (D132)                        |
| 2006 | 10. Etappe | HC-Kategorie | Cyril Dessel                              | West (D113)                        |
| 2007 | 16. Etappe | -            | Abfahrt vom Col de la Pierre Saint-Martin |                                    |
| 2020 | 10. Etappe | 3. Kategorie | Marc Hirschi                              | Nord (über den Col de la Hourcère) |
| 2023 | 05. Etappe | HC-Kategorie | Felix Gall                                | West (D113)                        |

### Vuelta a España
Im Jahr 2016 führte auch die Vuelta a España im Rahmen der 16. Etappe über den Col de Soudet. Die Etappe führte von Dantxarinea auf den Col d’Aubisque (1709 m). Sieger der Bergwertung der 1. Kategorie wurde der Spanier Omar Fraile.
| Jahr | Etappe     | Bergwertung  | Erster am Gipfel | Auffahrt |
| ---- | ---------- | ------------ | ---------------- | -------- |
| 2016 | 16. Etappe | 1. Kategorie | Omar Fraile      | West     |